# أخاطة
أخَّاطَة (الاسم العلمي achatina)، جنس حيوانات برية من الرخويات معديات الأرجل وفصيلة الحلزونيات. أنواعها المعاصرة المعروفة عديدة منتشرة في معظم أقطار البلاد الحارة أخصها أفريقيا. تعيش في المواقع الرطبة. أصدافها كبيرة شبه إهليلجية الشوزن ميلة الألوان الزاهية المتجانسة. أجسامها كبيرة لا تختلف عن أجسام الحلازين. ميع أنواعها مأكولة. أشهر أنواعها أخاطة مدغشقر بيضاء اللون مجذعة بالبنفسجي.